# 阿魯圖
阿魯圖（？—？），出身蒙古阿魯剌惕氏，元順帝年間的中書右丞相，曾被指派擔任《遼史》、《金史》、《宋史》的編修都總裁，但不諳漢字。
元順帝至正三年（1343年）三月，元順帝下令修遼、金、宋三史。本來由脫脫作為都總裁，然而於正四年五月（1344年）脫脫辭職，阿魯圖被指派繼任成為都總裁。同時期，鐵木兒塔識、賀惟一、張起巖、歐陽玄等七人任總裁官，史官斡玉倫徒、泰不華、于文傳、貢師道、余闕、賈魯、危素等２３人。

## 延伸阅读
[在维基数据编辑]
 《元史·卷139》，出自宋濂《元史》
 《新元史/卷121》，出自柯劭忞《新元史》